# José Luis Dibildos
José Luis Dibildos Alonso (Madrid, 9 de abril de 1929 - ibídem, 12 de junio de 2002) fue un productor y guionista español.

## Biografía
Nació en Madrid el 9 de abril de 1929. Licenciado en Derecho y estudiante de Económicas lo dejó todo por el cine. Su primer guion lo escribió a los 21 años, se titulaba Hombre acosado.
En 1956 creó la productora Ágata Films, empresa responsable de más de cuarenta películas.
En 1971 fue nombrado presidente del Grupo Sindical de Productores Cinematográficos y de Uniespaña.
De todas sus películas, las que mayor aceptación han tenido son El tulipán negro, protagonizada por el francés Alain Delon, y Llanto por un bandido de 1963, dirigida por Carlos Saura.
Criticó mucho la censura en los años de la dictadura de Francisco Franco. En una ocasión José Luis dijo lo siguiente: «En un guión me venía tachado un adjetivo. O sea, una escena que una pareja entonces bajaba de un coche y tal. Y entonces, al describir a la mujer que bajaba del coche yo había puesto a la palabra "piernas de mujer maravillosas", unas piernas "maravillosas". Entonces, con lápiz rojo me habían tachado el adjetivo 'maravilloso'. O sea, quiero decir, de psiquiatra, ¿no?».

## Familia
El 27 de marzo de 1971 contrajo matrimonio en la Capilla de La Quinta de Illescas, Toledo con la actriz Laura Valenzuela, después de 13 años de noviazgo y estando ella embarazada. Seis meses más tarde nacería la también actriz Lara Dibildos, que estuvo casada con el exjugador de baloncesto Fran Murcia.
Falleció el 12 de junio de 2002 a los 73 años, de un ataque al corazón en la Clínica de la Concepción, Madrid. Sus restos mortales descansan junto a los de su mujer en el Cementerio Nuestra Señora de la Almudena de Madrid.

## Premios
- Medallas del Círculo de Escritores Cinematográficos[3][4]

| Año  | Categoría                | Película       | Resultado |
| ---- | ------------------------ | -------------- | --------- |
| 1954 | Mejor argumento original | Sierra maldita | Ganador   |
| 1982 | Mejor guion              | La colmena     | Ganador   |

- Festival Internacional de Cine de Berlín

Ganador del Oso de Oro en 1983 con la película La colmena, dirigida por Mario Camus.
- Semana Internacional de Cine de Valladolid

Espiga de Honor conmemorativa en reconocimiento a su carrera en 1998.
- Premios Goya

Goya de Honor en 2001.